# Wybory prezydenckie w Kazachstanie w 2015 roku
Wybory prezydenckie w Kazachstanie w 2015 roku zostały przeprowadzone 26 kwietnia 2015 roku w trybie przedterminowym. Początkowo wybory miały się odbyć rok później.
Pomysł skrócenia kadencji Nursułtana Nazarbajewa został wysunięty przez Zgromadzenie narodu Kazachstanu 14 lutego 2015 roku podczas szczytu w Astanie. Pomysł poparło kierownictwo rządzącej partii Nur Otan, Mażylis i Senat. Przyśpieszenie terminu wyborów miało pomóc krajowi w przezwyciężaniu nadchodzącego kryzysu gospodarczego związanego z wojną na Ukrainie oraz dać wyraz poparcia dla polityki władz przez społeczeństwo. Prezydent Nursułtan Nazarbajew rozpisał wybory na 26 kwietnia 2015 roku.
Ówczesny prezydent Nursułtan Nazarbajew otrzymał poparcie w wyborach od swojej partii Nur Otan oraz Partii Patriotów Kazachstanu i Demokratycznej Partii Kazachstanu Ak Żoł.
Głosowanie przebiegło zgodnie z harmonogramem, urzędujący prezydent Nursułtan Nazarbajew zwyciężył w pierwszej turze uzyskując 97,75% głosów. Frekwencja wyniosła 95,21%.

## Wyniki[10][11][12]
| # | Imię i Nazwisko      | Partia polityczna                       | Liczba głosów | %      |
| - | -------------------- | --------------------------------------- | ------------- | ------ |
|   | Nursułtan Nazarbajew | Nur Otan                                | 8 833 250     | 97,75% |
|   | Turgun Syzdykow      | Komunistyczna Ludowa Partia Kazachstanu | 145 765       | 1,61%  |
|   | Abełgazi Kusajnow    | bezpartyjny                             | 57 718        | 0,64%  |
|   |                      | Razem:                                  | 9 090 920     | 100%   |